# Neten Zangmo

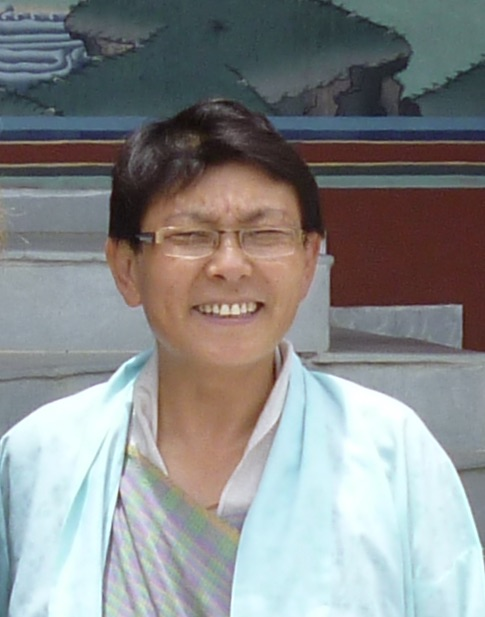
Neten Zangmo

Neten Zangmo (23 de setembro de 1961) é uma funcionária do Estado e política do Butão. Chefiou a Comissão Anticorrupção do Butão e foi a primeira mulher no país a receber o título de Dasho pelo seu trabalho. Desde 29 de maio de 2017 é a líder do Partido Kuen-Nyam no Butão.
Começou a trabalhar para o Estado butanês em 1985 como Estagiária do Serviço Nacional e depois progrediu nas fileiras do Ministério da Educação. Entre 1986 e 1989, atuou como vice-diretora do Real Politécnico do Butão, tendo entre 1990 e 1992 atuado como diretora desta instituição. Em 19 de outubro de 1990, mudou-se para o Real Instituto Técnico, onde foi diretora até 1995. Tornou-se diretora da Comissão de Planeamento em 1996 e ocupou esse cargo até 1999. Entre 1999 e 2003, atuou como secretária no Secretariado do Gabinete; e entre 2003 e 2006 como Secretária do Ministério dos Negócios Estrangeiros.  Netem Zangmo foi nomeada pelo Rei Jigme Singye Wangchuck como presidente da Comissão Anticorrupção a 4 de janeiro de 2006.  
Como chefe da Comissão Anticorrupção, embarcou numa feroz campanha anticorrupção, dando abertura a casos referentes a muitas pessoas de destaque. Num país onde a corrupção não apresentava estigma, trabalhou para aumentar a consciencialização do público, tendo enfrentado ameaças e insultos no processo. No entanto, o rei do Butão, Jigme Khesar Namgyel Wangchuck, apoiou-a e concedeu-lhe o título de Dasho, tornando-a a primeira mulher a obter o título.
Zangmo tem sido descrita como "a Dama de ferro do Butão" em várias fontes e como "lendária" e "a mulher mais importante do país" por parte de Bunty Avieson.